# 3e régiment d'infanterie provisoire
Pour les articles homonymes, voir 3e régiment.
Le 3e régiment d'infanterie provisoire est un régiment d'infanterie français créé en 1871 devenu en 1872 le 103e régiment d'infanterie de ligne.

## Création et différentes dénominations
- 27 mars 1871 : création du 3e régiment d'infanterie provisoire
- 10 avril 1872 : prend la dénomination de 103e régiment d'infanterie

## Colonel
- 27 mars 1871 : Jules Aimé Bréart[1]
- 1er septembre 1871 : colonel Alphonse Casimir Lechesne[2]

## Historique des garnisons, combats et batailles

### Création
L'armistice avec l'Allemagne, avait été signé le 28 janvier 1871. Au commencement d’avril, conformément à l'instruction ministérielle du 27 mars 1871, le général Clinchant, organise à Cambrai, 2 divisions, avec les prisonniers rentrant d'Allemagne.
Le colonel Bréart, est chargé de constituer le 3e régiment d'infanterie provisoire, à 3 bataillons de 6 compagnies. Les éléments, lui en sont principalement fournis par les anciens corps numérotés de 26 à 50, dont l'effectif s'élevait à 65 officiers et 1 793 sous-officiers et soldats.

### Opérations autour de Paris
Le 18 avril 1871, il quitte Cambrai pour se rendre au camp de Satory, près de Versailles, où le régiment entier se trouve réuni le 20 avril.
Il fait partie du 5e corps, du général Clinchant, 1re division sous les ordres du général Duplessis, 2e brigade sous les ordres du général Blot rassemblée pour rétablir l'ordre dans Paris et réprimer l'insurrection de la Commune.
Le 1er mai, le 3e provisoire se rend au camp de Gisy, près de Bièvre.
Du 1er au 8 mai, il fournit des travailleurs pour les travaux d'approche exécutés devant les forts de Vanves et d'Issy.
Le 9 mai, le régiment occupe les villages de Bagneux, Châtillon et Fontenay-aux-Roses.
Le 11 mai, il quitte le camp de Gisy, pour se rendre au château de Buzenval.
Le 12 mai, il établit son campement au bois de Boulogne, près de Bagatelle.
Du 13 au 15 mai, le régiment fournit les travailleurs et les gardes de tranchée. 
Le 16 mai, le régiment quitte le camp de Bagatelle pour se rendre à celui de Saint-Cucufa, où il reste jusqu'au 20.
Le 21 mai au matin, il rentre au bois de Boulogne, et reprend son emplacement à Bagatelle.

### Semaine sanglante

#### 22 mai
Dans la nuit, le 1er et le 3e bataillon en tête du 5e corps pénètrent dans Paris au Point-du-Jour par la porte de Saint-Cloud.
Tournant à gauche, ils suivent les boulevards Murat et Suchet jusqu'à hauteur de la porte d'Auteuil qui est dégagée.

Le 1er bataillon continue son mouvement le long des remparts par la route militaire, s'emparant successivement des bastions jusqu'à la porte de Passy après s'être emparé du poste-caserne qui s'élève près de cette porte.

La position importante du château de la Muette, dont les défenses s'appuient aux remparts et se prolongent vers la Seine, devient l'objectif du général Clinchant. Défendue par des fossés, des murs, des grilles,« des batteries, elle était presque inattaquable du côté des remparts. Le 3e bataillon reçoit pour mission de la tourner. Après une vive fusillade, le château et la gare de Passy sont emportés. 300 prisonniers y sont faits, dont 22 officiers, ainsi que le drapeau du 224e bataillon de fédérés fut pris, ainsi que 200 fusils provenant de la garnison, 7 pièces de 7 rayées, 2 mitrailleuses et un dépôt d'armes considérable.
Le 1er bataillon avait pendant le même temps suivi les remparts, pénétré dans le parc du château de la Muette par une brèche, enlevé le retranchement armé de 5 pièces de canon, et fait prisonnière une compagnie d'insurgés.
Ces opérations durèrent jusqu'au matin du 22 mai.
Au lever du jour, le régiment continua son mouvement le long des remparts jusqu'auprès de la porte de Neuilly. Puis, prenant par l'avenue de l'Impératrice et la place de l'Étoile, où rejoignit le 2e bataillon qui avait été laissé en réserve, il fut dirigé sur le parc Monceau. Le soir, il prit position à la place de l’Europe, à la gare Saint-Lazare, et occupa les rues de Constantinople, de Madrid et de Londres.

#### 23 mai
Le 23 au matin, le 3e bataillon est laissé en réserve à la gare Saint-Lazare. 
Des contre-barricades sont établies, par le 1er et le 2e bataillon, rue de Saint-Pétersbourg et rue d'Amsterdam, pour battre avec de l'artillerie la grande barricade de la place de Clichy. 
Des tirailleurs lancés par la rue de Turin trouvent cette barricade abandonnée par ses défenseurs sous le feu violent des batteries et des éclaireurs de la division, qui traversent le boulevard des Batignolles, et prennent d'assaut une barricade rue des Dames.
L'église de la Trinité est occupée.
Les deux bataillons sont alors formés en deux colonnes qui doivent marcher parallèlement, en exécutant un mouvement de conversion à droite.
 La colonne de gauche, constituée par le 2e bataillon, conduite par le général Blot, s'avance par les rues de Douai et de Vintimille. Arrivée à la place de Vintimille, elle est accueillie par le feu d'une barricade située place Blanche.
Les maisons d'où l’on pouvait avoir vue sur la position sont occupées, et l'on chemine à travers le pâté de maisons compris entre les rues de Bruxelles, de Vintimille et de Douai. Au débouché de ce cheminement, la barricade est enlevée à la baïonnette par une section de la 4e compagnie.
La colonne suit ensuite la rue de Douai, mais, arrivée à hauteur de la rue Duperré, elle se trouve exposée au feu d'une barricade établie place Pigalle.
La position ayant été enlevée par le 1er corps, le bataillon continue sa marche et va enlever la barricade établie au carrefour des rues Notre-Dame-de-Lorette, Saint-Lazare et des Martyrs.
Après avoir tourné l'église Notre-Dame de Lorette, la tête de colonne se trouve devant une nouvelle barricade, qui est enlevée d'assaut.
Les deux premières compagnies du 2e bataillon, font évacuer, après une longue fusillade, la position formidable du carrefour Châteaudun, défendue par 5 barricades et ou 3 canons y sont pris.
Cette colonne avait donc enlevé 8 barricades et concouru à la prise de 2.
Une grande partie de ces résultats furent dus au concours du 3e bataillon.

Ce bataillon, qui avait été mis en réserve à la gare Saint-Lazare, y laissa la 1re compagnie, et s'avança, par les rues de Tivoli, de Clichy, de la Trinité, de la Tour-des-Dames et d'Aumale, jusqu'à la place Saint-Georges, où il eut à contre-battre la barricade établie près de l'église Notre-Dame de Lorette.

A l'arrivée de la colonne de gauche, le bataillon prit part à l’attaque et à la prise de cette position.

Il contribua ensuite à enlever les barricades de la rue Saint-Lazare et de Châteaudun. 
Pendant ce temps l'autre colonne, la colonne de droite, formée du 1er bataillon, conduite par le colonel Bréart, s'était avancée par les rues de Moscou, de Berlin, Moncey, Labruyère et Notre-Dame-de-Lorette, où le colonel  Bréart fut blessé, jusqu'à la place Saint-Georges, où elle prit position à la fin de la journée.
La compagnie du 3e bataillon, restée à la gare Saint-Lazare, fut attaquée vivement pendant la journée, mais elle maintint sa position.

#### 24 mai
Le 24 mai, le 2e bataillon occupa le collège Rollin.
Le 1er fut chargé d'enlever la barricade établie rue de Chabrol, à son débouché sur le boulevard de Magenta. Le colonel, avec la 4e compagnie, chemina à travers les maisons qui bordent la rue et parvint à s'emparer de cette barricade.
Le 1er et le 3e bataillon occupèrent le soir la prison Saint-Lazare.

#### 25 mai
Le 25 au matin, deux compagnies du 3e bataillon furent chargées d'enlever la double barricade qui flanquait l'église Saint-Laurent. La 2e compagnie exécuta cette opération qui s'empara de l'église. 
Le 1er bataillon fut appelé dans la journée à prendre part à l’attaque de la caserne du Prince-Eugène.
Le soir, les deux bataillons occupèrent l'hôpital Saint-Martin.

#### 26, 27 et 28 mai
Le 26, le 27 et le 28, le régiment eut à maintenir, le long du canal Saint-Martin, les insurgés enveloppés par l'est. 
Il occupait une ligne s'étendant de la rue des Vinaigriers aux écluses Saint-Martin.

#### 29 mai
Le 29 mai, l'insurrection était complètement vaincue, et le 3e provisoire était dirigé sur Versailles.

#### Après la prise de Paris
Le 2e régiment d'infanterie provisoire, en cette courte campagne, avait perdu 141 hommes et 12 officiers, tués ou blessés.

Le colonel Bréart fut nommé commandeur de la Légion d'honneur.
Le 18 juillet, le régiment quitta Versailles pour tenir garnison à Paris.
Le 1er septembre 1871, le colonel Alphonse Casimir Lechesne prend le commandement du régiment, en remplacement du colonel Jules Aimé Bréart, appelé au commandement en second de l'École spéciale militaire.
Le 30 mars 1872, le régiment quitte Paris pour aller occuper la forteresse du Mont-Valérien.
Un décret du président de la République en date du 10 avril 1872 ayant prescrit que les régiments provisoires devenaient définitifs et prendraient la dénomination de régiment de ligne avec un numéro de série, le « 3e régiment d'infanterie provisoire » prend la dénomination de 103e régiment d'infanterie de ligne.